# Falsistrellus tasmaniensis
Falsistrellus tasmaniensis là một loài dơi thuộc họ Dơi muỗi. Chúng chỉ hiện diện ở Úc.